# لوكاس شميت
لوكاس شميت (بالألمانية: Lukas Schmidt)‏ هو لاعب كرة الريشة ألماني، ولد في 19 سبتمبر 1988 في ريغنسبورغ في ألمانيا.

## وصلات خارجية
- لوكاس شميت على موقع BWF.tournamentsoftware.com (الإنجليزية)
- لوكاس شميت على موقع BWFbadminton.com (الإنجليزية)